# Milan-San Remo 2025
Cet article concerne la compétition masculine. Pour la compétition féminine, voir Sanremo Women 2025.
La 116e édition de Milan-San Remo a lieu le 22 mars 2025. Elle fait partie du calendrier UCI World Tour 2025 en catégorie 1.UWT (première division mondiale). Elle est remportée par le Néerlandais Mathieu van der Poel (Alpecin Deceuninck).

## Présentation

### Parcours
Comme lors de l'édition 2024, le départ est donné dans la ville de Pavie située à une quarantaine de kilomètres au sud de Milan. Cependant cette année le départ s'inscrit dans la commémoration des 500 ans de la bataille de Pavie, qui vit la victoire du Saint-Empire de Charles Quint face aux troupes françaises de François Ier.
Les côtes sont les mêmes que celles gravies lors de l'édition 2024. La course comptabilise 289 km, soit 1 km en plus que l'année précédente. Après 45 km, la course retrouve son parcours classique.
Les côtes ou capi de cette édition 2025 sont :
- le Passo del Turchino après 139,3 km soit à 149,7 km de l'arrivée,
- le Capo Mele après 237,4 km soit à 51,6 km de l'arrivée,
- le Capo Cervo après 242,3 km soit à 46,7 km de l'arrivée,
- le Capo Berta après 250,1 km soit à 38,9 km de l'arrivée,
- la Cipressa — 5,6 km à 4,1 % — après 267,3 km soit à 21,7 km de l'arrivée,
- le Poggio di San Remo — 3,7 km à 4 %, pente maximale à 8 % — après 283,4 km soit à 5,6 km de l'arrivée.

### Équipes
Milan-San Remo figurant au calendrier du World Tour, les 18 équipes UCI WorldTeam sont présentes, auxquelles il faut ajouter des équipes UCI ProTeam invitées. 
| WorldTeams (18)- EF Education-EasyPost - Alpecin-Deceuninck - Arkéa-B&B Hotels - XDS Astana Team - Bahrain-Victorious - Cofidis - Decathlon AG2R La Mondiale Team - Groupama-FDJ - Ineos Grenadiers - Intermarché-Wanty - Lidl-Trek - Movistar Team - Red Bull-BORA-hansgrohe - Soudal Quick-Step - Team Picnic-PostNL - Team Jayco AlUla - Team Visma \| Lease a Bike - UAE Team Emirates XRG ProTeams (7)- Uno-X Mobility - Lotto - Q36.5 Pro Cycling Team - Israel-Premier Tech - Solution Tech-Vini Fantini - Tudor Pro Cycling Team - VF Group-Bardiani CSF-Faizanè |
| |

### Principaux favoris
Plusieurs favoris ont ajouté Milan-San Remo à leurs programmes de course. Le champion du monde Tadej Pogačar souhaite participer, tout comme les précédents vainqueurs Jasper Philipsen, Jasper Stuyven, Mathieu van der Poel et Matej Mohorič. Les Italiens Filippo Ganna et Jonathan Milan, le Danois Mads Pedersen ainsi que le Britannique Tom Pidcock figurent aussi parmi les favoris.

## Récit de la course
L'échappée initiale de huit coureurs compte jusqu'à plus de quatre minutes d'avance sur le peloton. Les trois derniers fuyards sont repris au pied de la Cipressa. Peu de temps après, bien lancé par Tim Wellens puis Jhonatan Narváez, le champion du monde Tadej Pogačar place une attaque. Dans un premier temps, les seuls Filippo Ganna, Mathieu van der Poel et Romain Grégoire réussissent à prendre sa roue. Assez rapidement, Grégoire puis Ganna lâchent prise. Toutefois, l'Italien parvient à revenir sur le duo Pogačar-van der Poel à 1 kilomètre du sommet de la Cipressa. Dès le pied du Poggio, Pogačar attaque de nouveau et van der Poel est encore le seul à pouvoir le suivre. À 500 mètres du sommet du Poggio, c'est au tour de van der Poel d'essayer de distancer Pogačar mais il n'y parvient pas et le duo passe en tête au sommet avec une avance d'une dizaine de secondes sur Ganna. À 800 mètres de l'arrivée, Ganna revient sur le duo de tête. Mathieu van der Poel lance le sprint aux 250 mètres et s'impose sur la Via Roma devant Filippo Ganna et Tadej Pogačar.

## Classements

### Classement de la course
| \| Classement général \| Classement général \| Classement général \| Classement général \| Classement général \| \| Coureur \| Coureur \| Pays \| Équipe \| Temps \| \| ------------------ \| -------------------- \| ------------------ \| -------------------------- \| ------------------ \| \| 1er \| Mathieu van der Poel \| Pays-Bas \| Alpecin-Deceuninck \| 6 h 22 min 53 s \| \| 2e \| Filippo Ganna \| Italie \| Ineos Grenadiers \| + 0 s \| \| 3e \| Tadej Pogačar \| Slovénie \| UAE Team Emirates XRG \| + 0 s \| \| 4e \| Michael Matthews \| Australie \| Team Jayco AlUla \| + 43 s \| \| 5e \| Kaden Groves \| Australie \| Alpecin-Deceuninck \| + 43 s \| \| 6e \| Magnus Cort Nielsen \| Danemark \| Uno-X Mobility \| + 43 s \| \| 7e \| Mads Pedersen \| Danemark \| Lidl-Trek \| + 43 s \| \| 8e \| Olav Kooij \| Pays-Bas \| Team Visma \\| Lease a Bike \| + 43 s \| \| 9e \| Matteo Trentin \| Italie \| Tudor Pro Cycling Team \| + 43 s \| \| 10e \| Fred Wright \| Royaume-Uni \| Bahrain Victorious \| + 43 s \| |                      |             |                            |                 |
| |                      |             |                            |                 |
| Source : ProCyclingStats |                      |             |                            |                 |
| Classement général |                      |             |                            |                 |
| Coureur | Coureur              | Pays        | Équipe                     | Temps           |
| 1er | Mathieu van der Poel | Pays-Bas    | Alpecin-Deceuninck         | 6 h 22 min 53 s |
| 2e | Filippo Ganna        | Italie      | Ineos Grenadiers           | + 0 s           |
| 3e | Tadej Pogačar        | Slovénie    | UAE Team Emirates XRG      | + 0 s           |
| 4e | Michael Matthews     | Australie   | Team Jayco AlUla           | + 43 s          |
| 5e | Kaden Groves         | Australie   | Alpecin-Deceuninck         | + 43 s          |
| 6e | Magnus Cort Nielsen  | Danemark    | Uno-X Mobility             | + 43 s          |
| 7e | Mads Pedersen        | Danemark    | Lidl-Trek                  | + 43 s          |
| 8e | Olav Kooij           | Pays-Bas    | Team Visma \| Lease a Bike | + 43 s          |
| 9e | Matteo Trentin       | Italie      | Tudor Pro Cycling Team     | + 43 s          |
| 10e | Fred Wright          | Royaume-Uni | Bahrain Victorious         | + 43 s          |

### Classement UCI
La course attribue des points au Classement mondial UCI 2025 selon le barème suivant :
| Position           | 1er | 2e  | 3e  | 4e  | 5e  | 6e  | 7e  | 8e  | 9e  | 10e | 11e | 12e | 13e | 14e | 15e | 16e à 20e | 21e à 30e | 31e à 50e | 51e à 55e | 56e à 60e |
| Classement général | 800 | 640 | 520 | 440 | 360 | 280 | 240 | 200 | 160 | 135 | 110 | 95  | 85  | 65  | 55  | 50        | 30        | 15        | 10        | 5         |

## Liste des participants
| Alpecin-Deceuninck ADC                                    | Alpecin-Deceuninck ADC     | Alpecin-Deceuninck ADC |
| --------------------------------------------------------- | -------------------------- | ---------------------- |
| Num                                                       | Coureur                    | Pos                    |
| 1                                                         | Jasper Philipsen (BEL)     | 163e                   |
| 2                                                         | Silvan Dillier (SUI)       | AB                     |
| 3                                                         | Kaden Groves (AUS)         | 5e                     |
| 4                                                         | Quinten Hermans (BEL)      | 45e                    |
| 5                                                         | Xandro Meurisse (BEL)      | 140e                   |
| 6                                                         | Oscar Riesebeek (NED)      | 167e                   |
| 7                                                         | Mathieu van der Poel (NED) | 1er                    |
| Directeur sportif : Christoph Roodhooft, Frederik Willems |                            |                        |

| Arkéa-B&B Hotels ARK                                 | Arkéa-B&B Hotels ARK     | Arkéa-B&B Hotels ARK |
| ---------------------------------------------------- | ------------------------ | -------------------- |
| Num                                                  | Coureur                  | Pos                  |
| 11                                                   | Kévin Vauquelin (FRA)    | 41e                  |
| 12                                                   | Anthony Delaplace (FRA)  | 75e                  |
| 13                                                   | Raúl García Pierna (ESP) | 82e                  |
| 14                                                   | Thibault Guernalec (FRA) | 70e                  |
| 15                                                   | Victor Guernalec (FRA)   | 104e                 |
| 16                                                   | Mathis Le Berre (FRA)    | 158e                 |
| 17                                                   | Alessandro Verre (ITA)   | 160e                 |
| Directeur sportif : Sébastien Hinault, Yvon Ledanois |                          |                      |

| Bahrain Victorious TBV                                 | Bahrain Victorious TBV  | Bahrain Victorious TBV |
| ------------------------------------------------------ | ----------------------- | ---------------------- |
| Num                                                    | Coureur                 | Pos                    |
| 21                                                     | Matej Mohorič (SLO)     | 100e                   |
| 22                                                     | Damiano Caruso (ITA)    | 80e                    |
| 23                                                     | Kamil Gradek (POL)      | 123e                   |
| 24                                                     | Andrea Pasqualon (ITA)  | 108e                   |
| 25                                                     | Robert Stannard (AUS)   | 50e                    |
| 26                                                     | Fred Wright (GBR)       | 10e                    |
| 27                                                     | Edoardo Zambanini (ITA) | 18e                    |
| Directeur sportif : Franco Pellizotti, Sonny Colbrelli |                         |                        |

| Cofidis COF                                           | Cofidis COF                 | Cofidis COF |
| ----------------------------------------------------- | --------------------------- | ----------- |
| Num                                                   | Coureur                     | Pos         |
| 31                                                    | Alex Aranburu (ESP) (route) | 15e         |
| 32                                                    | Jonathan Lastra (ESP)       | 73e         |
| 33                                                    | Jan Maas (NED)              | 118e        |
| 34                                                    | Nolann Mahoudo (FRA)        | 121e        |
| 35                                                    | Paul Ourselin (FRA)         | 116e        |
| 36                                                    | Sergio Samitier (ESP)       | 125e        |
| 37                                                    | Damien Touzé (FRA)          | 164e        |
| Directeur sportif : Roberto Damiani, Bingen Fernández |                             |             |

| Decathlon-AG2R La Mondiale DAT                       | Decathlon-AG2R La Mondiale DAT | Decathlon-AG2R La Mondiale DAT |
| ---------------------------------------------------- | ------------------------------ | ------------------------------ |
| Num                                                  | Coureur                        | Pos                            |
| 41                                                   | Oliver Naesen (BEL)            | 78e                            |
| 42                                                   | Bastien Tronchon (FRA)         | 151e                           |
| 43                                                   | Sander De Pestel (BEL)         | 95e                            |
| 44                                                   | Pierre Gautherat (FRA)         | 52e                            |
| 45                                                   | Tord Gudmestad (NOR)           | 54e                            |
| 46                                                   | Victor Lafay (FRA)             | 34e                            |
| 47                                                   | Aurélien Paret-Peintre (FRA)   | 150e                           |
| Directeur sportif : Nicolas Guillé, Artūras Kasputis |                                |                                |

| EF Education-EasyPost EFE                           | EF Education-EasyPost EFE | EF Education-EasyPost EFE |
| --------------------------------------------------- | ------------------------- | ------------------------- |
| Num                                                 | Coureur                   | Pos                       |
| 51                                                  | Neilson Powless (USA)     | 37e                       |
| 52                                                  | Vincenzo Albanese (ITA)   | 27e                       |
| 53                                                  | Mikkel Honoré (DEN)       | 17e                       |
| 54                                                  | Alastair Mackellar (AUS)  | 154e                      |
| 55                                                  | Madis Mihkels (EST)       | 66e                       |
| 56                                                  | Harry Sweeny (AUS)        | 89e                       |
| 57                                                  | Max Walker (GBR)          | 128e                      |
| Directeur sportif : Andreas Klier, Charles Wegelius |                           |                           |

| Groupama-FDJ GFC                     | Groupama-FDJ GFC            | Groupama-FDJ GFC |
| ------------------------------------ | --------------------------- | ---------------- |
| Num                                  | Coureur                     | Pos              |
| 61                                   | Romain Grégoire (FRA)       | 30e              |
| 62                                   | Lewis Askey (GBR)           | 137e             |
| 63                                   | Sven Erik Bystrøm (NOR)     | 94e              |
| 64                                   | Kevin Geniets (LUX) (route) | 86e              |
| 65                                   | Thibaud Gruel (FRA)         | 97e              |
| 66                                   | Quentin Pacher (FRA)        | 29e              |
| 67                                   | Clément Russo (FRA)         | 136e             |
| Directeur sportif : Philippe Mauduit |                             |                  |

| Ineos Grenadiers IGD               | Ineos Grenadiers IGD | Ineos Grenadiers IGD |
| ---------------------------------- | -------------------- | -------------------- |
| Num                                | Coureur              | Pos                  |
| 71                                 | Filippo Ganna (ITA)  | 2e                   |
| 72                                 | Tobias Foss (NOR)    | 43e                  |
| 73                                 | Axel Laurance (FRA)  | 44e                  |
| 74                                 | Ben Swift (GBR)      | 130e                 |
| 75                                 | Connor Swift (GBR)   | 132e                 |
| 76                                 | Geraint Thomas (GBR) | 110e                 |
| 77                                 | Ben Turner (GBR)     | 157e                 |
| Directeur sportif : Oliver Cookson |                      |                      |

| Intermarché-Wanty IWA                          | Intermarché-Wanty IWA    | Intermarché-Wanty IWA |
| ---------------------------------------------- | ------------------------ | --------------------- |
| Num                                            | Coureur                  | Pos                   |
| 81                                             | Biniam Girmay (ERI)      | 14e                   |
| 82                                             | Francesco Busatto (ITA)  | 58e                   |
| 83                                             | Tom Paquot (BEL)         | 166e                  |
| 84                                             | Laurenz Rex (BEL)        | 162e                  |
| 85                                             | Jonas Rutsch (GER)       | 38e                   |
| 86                                             | Luca Van Boven (BEL)     | 53e                   |
| 87                                             | Taco van der Hoorn (NED) | 139e                  |
| Directeur sportif : Bart Wellens, Aike Visbeek |                          |                       |

| Israel-Premier Tech IPT                          | Israel-Premier Tech IPT | Israel-Premier Tech IPT |
| ------------------------------------------------ | ----------------------- | ----------------------- |
| Num                                              | Coureur                 | Pos                     |
| 91                                               | Simon Clarke (AUS)      | NP                      |
| 92                                               | Pier-André Côté (CAN)   | 98e                     |
| 93                                               | Marco Frigo (ITA)       | 112e                    |
| 94                                               | Jakob Fuglsang (DEN)    | 83e                     |
| 95                                               | Matîs Louvel (FRA)      | 51e                     |
| 96                                               | Jake Stewart (GBR)      | 92e                     |
| 97                                               | Corbin Strong (NZL)     | 12e                     |
| Directeur sportif : Sam Bewley, Francesco Frassi |                         |                         |

| Lidl-Trek LTK                                   | Lidl-Trek LTK        | Lidl-Trek LTK |
| ----------------------------------------------- | -------------------- | ------------- |
| Num                                             | Coureur              | Pos           |
| 101                                             | Jasper Stuyven (BEL) | 23e           |
| 102                                             | Giulio Ciccone (ITA) | 47e           |
| 103                                             | Andrea Bagioli (ITA) | 119e          |
| 104                                             | Alex Kirsch (LUX)    | 46e           |
| 105                                             | Jonathan Milan (ITA) | 81e           |
| 106                                             | Jacopo Mosca (ITA)   | 120e          |
| 107                                             | Mads Pedersen (DEN)  | 7e            |
| Directeur sportif : Kim Andersen, Adriano Baffi |                      |               |

| Lotto LTD                                            | Lotto LTD                  | Lotto LTD |
| ---------------------------------------------------- | -------------------------- | --------- |
| Num                                                  | Coureur                    | Pos       |
| 111                                                  | Jenno Berckmoes (BEL)      | 60e       |
| 112                                                  | Cédric Beullens (BEL)      | NP        |
| 113                                                  | Jarrad Drizners (AUS)      | 149e      |
| 114                                                  | Joshua Giddings (GBR)      | 148e      |
| 115                                                  | Sébastien Grignard (BEL)   | 103e      |
| 116                                                  | Arjen Livyns (BEL)         | 25e       |
| 117                                                  | Baptiste Veistroffer (FRA) | 114e      |
| Directeur sportif : Nikolas Maes, Kurt Van de Wouwer |                            |           |

| Movistar Team MOV                       | Movistar Team MOV         | Movistar Team MOV |
| --------------------------------------- | ------------------------- | ----------------- |
| Num                                     | Coureur                   | Pos               |
| 121                                     | Iván García Cortina (ESP) | 21e               |
| 122                                     | Orluis Aular (VEN)        | 28e               |
| 123                                     | Jon Barrenetxea (ESP)     | 20e               |
| 124                                     | Carlos Canal (ESP)        | 31e               |
| 125                                     | Lorenzo Milesi (ITA)      | 65e               |
| 126                                     | Gonzalo Serrano (ESP)     | 62e               |
| 127                                     | Manlio Moro (ITA)         | 142e              |
| Directeur sportif : Maximilian Sciandri |                           |                   |

| Q36.5 Pro Cycling Team Q36                             | Q36.5 Pro Cycling Team Q36  | Q36.5 Pro Cycling Team Q36 |
| ------------------------------------------------------ | --------------------------- | -------------------------- |
| Num                                                    | Coureur                     | Pos                        |
| 131                                                    | Tom Pidcock (GBR)           | 40e                        |
| 132                                                    | Xabier Mikel Azparren (ESP) | 144e                       |
| 133                                                    | Fabio Christen (SUI)        | 63e                        |
| 134                                                    | Mark Donovan (GBR)          | 105e                       |
| 135                                                    | Emīls Liepiņš (LAT) (route) | 126e                       |
| 136                                                    | Milan Vader (NED)           | 96e                        |
| 137                                                    | Nickolas Zukowsky (CAN)     | 71e                        |
| Directeur sportif : Gabriele Missaglia, Alex Sans Vega |                             |                            |

| Red Bull-Bora-Hansgrohe RBH                           | Red Bull-Bora-Hansgrohe RBH | Red Bull-Bora-Hansgrohe RBH |
| ----------------------------------------------------- | --------------------------- | --------------------------- |
| Num                                                   | Coureur                     | Pos                         |
| 141                                                   | Maxim Van Gils (BEL)        | 19e                         |
| 142                                                   | Roger Adrià (ESP)           | 24e                         |
| 143                                                   | Filip Maciejuk (POL)        | 159e                        |
| 144                                                   | Gianni Moscon (ITA)         | 99e                         |
| 145                                                   | Ryan Mullen (IRL)           | 156e                        |
| 146                                                   | Laurence Pithie (NZL)       | 48e                         |
| 147                                                   | Danny van Poppel (NED)      | 141e                        |
| Directeur sportif : Bernhard Eisel, Enrico Gasparotto |                             |                             |

| Team Solution Tech-Vini Fantini TFT | Team Solution Tech-Vini Fantini TFT | Team Solution Tech-Vini Fantini TFT |
| ----------------------------------- | ----------------------------------- | ----------------------------------- |
| Num                                 | Coureur                             | Pos                                 |
| 151                                 | Kristian Sbaragli (ITA)             | 138e                                |
| 152                                 | Felix James Meo (NZL)               | 168e                                |
| 153                                 | Roberto González (PAN)              | 102e                                |
| 154                                 | Tommaso Nencini (ITA)               | AB                                  |
| 155                                 | Dušan Rajović (SRB)                 | 61e                                 |
| 156                                 | Mark Stewart (GBR)                  | 152e                                |
| 157                                 | Kyrylo Tsarenko (UKR)               | 79e                                 |
| Directeur sportif : Serge Parsani   |                                     |                                     |

| Soudal Quick-Step SOQ                                | Soudal Quick-Step SOQ       | Soudal Quick-Step SOQ |
| ---------------------------------------------------- | --------------------------- | --------------------- |
| Num                                                  | Coureur                     | Pos                   |
| 161                                                  | Maximilian Schachmann (GER) | 33e                   |
| 162                                                  | Ayco Bastiaens (BEL)        | 147e                  |
| 163                                                  | Mattia Cattaneo (ITA)       | 88e                   |
| 164                                                  | Josef Černý (CZE)           | 129e                  |
| 165                                                  | Casper Pedersen (DEN)       | 26e                   |
| 166                                                  | Pepijn Reinderink (NED)     | 107e                  |
| 167                                                  | Martin Svrček (SVK)         | AB                    |
| Directeur sportif : Davide Bramati, Wilfried Peeters |                             |                       |

| Team Jayco AlUla JAY                            | Team Jayco AlUla JAY       | Team Jayco AlUla JAY |
| ----------------------------------------------- | -------------------------- | -------------------- |
| Num                                             | Coureur                    | Pos                  |
| 171                                             | Michael Matthews (AUS)     | 4e                   |
| 172                                             | Davide De Pretto (ITA)     | 74e                  |
| 173                                             | Felix Engelhardt (GER)     | 153e                 |
| 174                                             | Patrick Gamper (AUT)       | 155e                 |
| 175                                             | Mauro Schmid (SUI) (route) | 32e                  |
| 176                                             | Jasha Sütterlin (GER)      | 115e                 |
| 177                                             | Filippo Zana (ITA)         | 49e                  |
| Directeur sportif : Mathew Hayman, Valerio Piva |                            |                      |

| Team Picnic-PostNL TPP              | Team Picnic-PostNL TPP | Team Picnic-PostNL TPP |
| ----------------------------------- | ---------------------- | ---------------------- |
| Num                                 | Coureur                | Pos                    |
| 181                                 | John Degenkolb (GER)   | 64e                    |
| 182                                 | Warren Barguil (FRA)   | 84e                    |
| 183                                 | Romain Combaud (FRA)   | 131e                   |
| 184                                 | Sean Flynn (GBR)       | 93e                    |
| 185                                 | Chris Hamilton (AUS)   | 91e                    |
| 186                                 | Bjoern Koerdt (GBR)    | 90e                    |
| 187                                 | Kevin Vermaerke (USA)  | 76e                    |
| Directeur sportif : Matthew Winston |                        |                        |

| Team Visma \| Lease a Bike TVL                   | Team Visma \| Lease a Bike TVL | Team Visma \| Lease a Bike TVL |
| ------------------------------------------------ | ------------------------------ | ------------------------------ |
| Num                                              | Coureur                        | Pos                            |
| 191                                              | Olav Kooij (NED)               | 8e                             |
| 192                                              | Victor Campenaerts (BEL)       | 87e                            |
| 193                                              | Daniel McLay (GBR)             | 146e                           |
| 194                                              | Ben Tulett (GBR)               | 16e                            |
| 195                                              | Attila Valter (HUN) (route)    | 35e                            |
| 196                                              | Tosh Van der Sande (BEL)       | 145e                           |
| 197                                              | Axel Zingle (FRA)              | 109e                           |
| Directeur sportif : Addy Engels, Maarten Wynants |                                |                                |

| Tudor Pro Cycling Team TUD                        | Tudor Pro Cycling Team TUD  | Tudor Pro Cycling Team TUD |
| ------------------------------------------------- | --------------------------- | -------------------------- |
| Num                                               | Coureur                     | Pos                        |
| 201                                               | Julian Alaphilippe (FRA)    | 42e                        |
| 202                                               | Marco Brenner (GER) (route) | 127e                       |
| 203                                               | Marco Haller (AUT)          | 72e                        |
| 204                                               | Alexander Krieger (GER)     | 165e                       |
| 205                                               | Fabian Lienhard (SUI)       | 133e                       |
| 206                                               | Rick Pluimers (NED)         | 36e                        |
| 207                                               | Matteo Trentin (ITA)        | 9e                         |
| Directeur sportif : Matteo Tosatto, Claudio Cozzi |                             |                            |

| UAE Team Emirates XRG UAD                          | UAE Team Emirates XRG UAD      | UAE Team Emirates XRG UAD |
| -------------------------------------------------- | ------------------------------ | ------------------------- |
| Num                                                | Coureur                        | Pos                       |
| 211                                                | Tadej Pogačar (SLO) (route)    | 3e                        |
| 212                                                | Isaac Del Toro (MEX)           | 13e                       |
| 213                                                | Vegard Stake Laengen (NOR)     | 169e                      |
| 214                                                | Jhonatan Narváez (ECU) (route) | 85e                       |
| 215                                                | Domen Novak (SLO) (route)      | AB                        |
| 216                                                | Nils Politt (GER)              | 134e                      |
| 217                                                | Tim Wellens (BEL)              | 106e                      |
| Directeur sportif : Andrej Hauptman, Marco Marzano |                                |                           |

| Uno-X Mobility UXM                | Uno-X Mobility UXM             | Uno-X Mobility UXM |
| --------------------------------- | ------------------------------ | ------------------ |
| Num                               | Coureur                        | Pos                |
| 221                               | Magnus Cort Nielsen (DEN)      | 6e                 |
| 222                               | Jonas Abrahamsen (NOR)         | 135e               |
| 223                               | Fredrik Dversnes (NOR)         | 56e                |
| 224                               | Markus Hoelgaard (NOR) (route) | 59e                |
| 225                               | Anders Johannessen (NOR)       | 117e               |
| 226                               | Tobias Johannessen (NOR)       | 39e                |
| 227                               | Anders Skaarseth (NOR)         | 122e               |
| Directeur sportif : Gabriel Rasch |                                |                    |

| VF Group-Bardiani CSF-Faizanè VBF                        | VF Group-Bardiani CSF-Faizanè VBF | VF Group-Bardiani CSF-Faizanè VBF |
| -------------------------------------------------------- | --------------------------------- | --------------------------------- |
| Num                                                      | Coureur                           | Pos                               |
| 231                                                      | Filippo Fiorelli (ITA)            | 69e                               |
| 232                                                      | Martin Marcellusi (ITA)           | 124e                              |
| 233                                                      | Alessio Martinelli (ITA)          | 113e                              |
| 234                                                      | Luca Paletti (ITA)                | 111e                              |
| 235                                                      | Vicente Rojas (CHI)               | 77e                               |
| 236                                                      | Manuele Tarozzi (ITA)             | 101e                              |
| 237                                                      | Filippo Turconi (ITA)             | 161e                              |
| Directeur sportif : Alessandro Donati, Roberto Reverberi |                                   |                                   |

| XDS Astana Team XAT                                 | XDS Astana Team XAT           | XDS Astana Team XAT |
| --------------------------------------------------- | ----------------------------- | ------------------- |
| Num                                                 | Coureur                       | Pos                 |
| 241                                                 | Alberto Bettiol (ITA) (route) | 57e                 |
| 242                                                 | Davide Ballerini (ITA)        | 55e                 |
| 243                                                 | Yevgeniy Fedorov (KAZ)        | 68e                 |
| 244                                                 | Mike Teunissen (NED)          | 11e                 |
| 245                                                 | Diego Ulissi (ITA)            | 67e                 |
| 246                                                 | Simone Velasco (ITA)          | 22e                 |
| 247                                                 | Nicolas Vinokourov (KAZ)      | 143e                |
| Directeur sportif : Alexandr Shefer, Stefano Zanini |                               |                     |

| Alpecin-Deceuninck ADC                                    | Alpecin-Deceuninck ADC     | Alpecin-Deceuninck ADC |
| --------------------------------------------------------- | -------------------------- | ---------------------- |
| Num                                                       | Coureur                    | Pos                    |
| 1                                                         | Jasper Philipsen (BEL)     | 163e                   |
| 2                                                         | Silvan Dillier (SUI)       | AB                     |
| 3                                                         | Kaden Groves (AUS)         | 5e                     |
| 4                                                         | Quinten Hermans (BEL)      | 45e                    |
| 5                                                         | Xandro Meurisse (BEL)      | 140e                   |
| 6                                                         | Oscar Riesebeek (NED)      | 167e                   |
| 7                                                         | Mathieu van der Poel (NED) | 1er                    |
| Directeur sportif : Christoph Roodhooft, Frederik Willems |                            |                        |

| Arkéa-B&B Hotels ARK                                 | Arkéa-B&B Hotels ARK     | Arkéa-B&B Hotels ARK |
| ---------------------------------------------------- | ------------------------ | -------------------- |
| Num                                                  | Coureur                  | Pos                  |
| 11                                                   | Kévin Vauquelin (FRA)    | 41e                  |
| 12                                                   | Anthony Delaplace (FRA)  | 75e                  |
| 13                                                   | Raúl García Pierna (ESP) | 82e                  |
| 14                                                   | Thibault Guernalec (FRA) | 70e                  |
| 15                                                   | Victor Guernalec (FRA)   | 104e                 |
| 16                                                   | Mathis Le Berre (FRA)    | 158e                 |
| 17                                                   | Alessandro Verre (ITA)   | 160e                 |
| Directeur sportif : Sébastien Hinault, Yvon Ledanois |                          |                      |

| Bahrain Victorious TBV                                 | Bahrain Victorious TBV  | Bahrain Victorious TBV |
| ------------------------------------------------------ | ----------------------- | ---------------------- |
| Num                                                    | Coureur                 | Pos                    |
| 21                                                     | Matej Mohorič (SLO)     | 100e                   |
| 22                                                     | Damiano Caruso (ITA)    | 80e                    |
| 23                                                     | Kamil Gradek (POL)      | 123e                   |
| 24                                                     | Andrea Pasqualon (ITA)  | 108e                   |
| 25                                                     | Robert Stannard (AUS)   | 50e                    |
| 26                                                     | Fred Wright (GBR)       | 10e                    |
| 27                                                     | Edoardo Zambanini (ITA) | 18e                    |
| Directeur sportif : Franco Pellizotti, Sonny Colbrelli |                         |                        |

| Cofidis COF                                           | Cofidis COF                 | Cofidis COF |
| ----------------------------------------------------- | --------------------------- | ----------- |
| Num                                                   | Coureur                     | Pos         |
| 31                                                    | Alex Aranburu (ESP) (route) | 15e         |
| 32                                                    | Jonathan Lastra (ESP)       | 73e         |
| 33                                                    | Jan Maas (NED)              | 118e        |
| 34                                                    | Nolann Mahoudo (FRA)        | 121e        |
| 35                                                    | Paul Ourselin (FRA)         | 116e        |
| 36                                                    | Sergio Samitier (ESP)       | 125e        |
| 37                                                    | Damien Touzé (FRA)          | 164e        |
| Directeur sportif : Roberto Damiani, Bingen Fernández |                             |             |

| Decathlon-AG2R La Mondiale DAT                       | Decathlon-AG2R La Mondiale DAT | Decathlon-AG2R La Mondiale DAT |
| ---------------------------------------------------- | ------------------------------ | ------------------------------ |
| Num                                                  | Coureur                        | Pos                            |
| 41                                                   | Oliver Naesen (BEL)            | 78e                            |
| 42                                                   | Bastien Tronchon (FRA)         | 151e                           |
| 43                                                   | Sander De Pestel (BEL)         | 95e                            |
| 44                                                   | Pierre Gautherat (FRA)         | 52e                            |
| 45                                                   | Tord Gudmestad (NOR)           | 54e                            |
| 46                                                   | Victor Lafay (FRA)             | 34e                            |
| 47                                                   | Aurélien Paret-Peintre (FRA)   | 150e                           |
| Directeur sportif : Nicolas Guillé, Artūras Kasputis |                                |                                |

| EF Education-EasyPost EFE                           | EF Education-EasyPost EFE | EF Education-EasyPost EFE |
| --------------------------------------------------- | ------------------------- | ------------------------- |
| Num                                                 | Coureur                   | Pos                       |
| 51                                                  | Neilson Powless (USA)     | 37e                       |
| 52                                                  | Vincenzo Albanese (ITA)   | 27e                       |
| 53                                                  | Mikkel Honoré (DEN)       | 17e                       |
| 54                                                  | Alastair Mackellar (AUS)  | 154e                      |
| 55                                                  | Madis Mihkels (EST)       | 66e                       |
| 56                                                  | Harry Sweeny (AUS)        | 89e                       |
| 57                                                  | Max Walker (GBR)          | 128e                      |
| Directeur sportif : Andreas Klier, Charles Wegelius |                           |                           |

| Groupama-FDJ GFC                     | Groupama-FDJ GFC            | Groupama-FDJ GFC |
| ------------------------------------ | --------------------------- | ---------------- |
| Num                                  | Coureur                     | Pos              |
| 61                                   | Romain Grégoire (FRA)       | 30e              |
| 62                                   | Lewis Askey (GBR)           | 137e             |
| 63                                   | Sven Erik Bystrøm (NOR)     | 94e              |
| 64                                   | Kevin Geniets (LUX) (route) | 86e              |
| 65                                   | Thibaud Gruel (FRA)         | 97e              |
| 66                                   | Quentin Pacher (FRA)        | 29e              |
| 67                                   | Clément Russo (FRA)         | 136e             |
| Directeur sportif : Philippe Mauduit |                             |                  |

| Ineos Grenadiers IGD               | Ineos Grenadiers IGD | Ineos Grenadiers IGD |
| ---------------------------------- | -------------------- | -------------------- |
| Num                                | Coureur              | Pos                  |
| 71                                 | Filippo Ganna (ITA)  | 2e                   |
| 72                                 | Tobias Foss (NOR)    | 43e                  |
| 73                                 | Axel Laurance (FRA)  | 44e                  |
| 74                                 | Ben Swift (GBR)      | 130e                 |
| 75                                 | Connor Swift (GBR)   | 132e                 |
| 76                                 | Geraint Thomas (GBR) | 110e                 |
| 77                                 | Ben Turner (GBR)     | 157e                 |
| Directeur sportif : Oliver Cookson |                      |                      |

| Intermarché-Wanty IWA                          | Intermarché-Wanty IWA    | Intermarché-Wanty IWA |
| ---------------------------------------------- | ------------------------ | --------------------- |
| Num                                            | Coureur                  | Pos                   |
| 81                                             | Biniam Girmay (ERI)      | 14e                   |
| 82                                             | Francesco Busatto (ITA)  | 58e                   |
| 83                                             | Tom Paquot (BEL)         | 166e                  |
| 84                                             | Laurenz Rex (BEL)        | 162e                  |
| 85                                             | Jonas Rutsch (GER)       | 38e                   |
| 86                                             | Luca Van Boven (BEL)     | 53e                   |
| 87                                             | Taco van der Hoorn (NED) | 139e                  |
| Directeur sportif : Bart Wellens, Aike Visbeek |                          |                       |

| Israel-Premier Tech IPT                          | Israel-Premier Tech IPT | Israel-Premier Tech IPT |
| ------------------------------------------------ | ----------------------- | ----------------------- |
| Num                                              | Coureur                 | Pos                     |
| 91                                               | Simon Clarke (AUS)      | NP                      |
| 92                                               | Pier-André Côté (CAN)   | 98e                     |
| 93                                               | Marco Frigo (ITA)       | 112e                    |
| 94                                               | Jakob Fuglsang (DEN)    | 83e                     |
| 95                                               | Matîs Louvel (FRA)      | 51e                     |
| 96                                               | Jake Stewart (GBR)      | 92e                     |
| 97                                               | Corbin Strong (NZL)     | 12e                     |
| Directeur sportif : Sam Bewley, Francesco Frassi |                         |                         |

| Lidl-Trek LTK                                   | Lidl-Trek LTK        | Lidl-Trek LTK |
| ----------------------------------------------- | -------------------- | ------------- |
| Num                                             | Coureur              | Pos           |
| 101                                             | Jasper Stuyven (BEL) | 23e           |
| 102                                             | Giulio Ciccone (ITA) | 47e           |
| 103                                             | Andrea Bagioli (ITA) | 119e          |
| 104                                             | Alex Kirsch (LUX)    | 46e           |
| 105                                             | Jonathan Milan (ITA) | 81e           |
| 106                                             | Jacopo Mosca (ITA)   | 120e          |
| 107                                             | Mads Pedersen (DEN)  | 7e            |
| Directeur sportif : Kim Andersen, Adriano Baffi |                      |               |

| Lotto LTD                                            | Lotto LTD                  | Lotto LTD |
| ---------------------------------------------------- | -------------------------- | --------- |
| Num                                                  | Coureur                    | Pos       |
| 111                                                  | Jenno Berckmoes (BEL)      | 60e       |
| 112                                                  | Cédric Beullens (BEL)      | NP        |
| 113                                                  | Jarrad Drizners (AUS)      | 149e      |
| 114                                                  | Joshua Giddings (GBR)      | 148e      |
| 115                                                  | Sébastien Grignard (BEL)   | 103e      |
| 116                                                  | Arjen Livyns (BEL)         | 25e       |
| 117                                                  | Baptiste Veistroffer (FRA) | 114e      |
| Directeur sportif : Nikolas Maes, Kurt Van de Wouwer |                            |           |

| Movistar Team MOV                       | Movistar Team MOV         | Movistar Team MOV |
| --------------------------------------- | ------------------------- | ----------------- |
| Num                                     | Coureur                   | Pos               |
| 121                                     | Iván García Cortina (ESP) | 21e               |
| 122                                     | Orluis Aular (VEN)        | 28e               |
| 123                                     | Jon Barrenetxea (ESP)     | 20e               |
| 124                                     | Carlos Canal (ESP)        | 31e               |
| 125                                     | Lorenzo Milesi (ITA)      | 65e               |
| 126                                     | Gonzalo Serrano (ESP)     | 62e               |
| 127                                     | Manlio Moro (ITA)         | 142e              |
| Directeur sportif : Maximilian Sciandri |                           |                   |

| Q36.5 Pro Cycling Team Q36                             | Q36.5 Pro Cycling Team Q36  | Q36.5 Pro Cycling Team Q36 |
| ------------------------------------------------------ | --------------------------- | -------------------------- |
| Num                                                    | Coureur                     | Pos                        |
| 131                                                    | Tom Pidcock (GBR)           | 40e                        |
| 132                                                    | Xabier Mikel Azparren (ESP) | 144e                       |
| 133                                                    | Fabio Christen (SUI)        | 63e                        |
| 134                                                    | Mark Donovan (GBR)          | 105e                       |
| 135                                                    | Emīls Liepiņš (LAT) (route) | 126e                       |
| 136                                                    | Milan Vader (NED)           | 96e                        |
| 137                                                    | Nickolas Zukowsky (CAN)     | 71e                        |
| Directeur sportif : Gabriele Missaglia, Alex Sans Vega |                             |                            |

| Red Bull-Bora-Hansgrohe RBH                           | Red Bull-Bora-Hansgrohe RBH | Red Bull-Bora-Hansgrohe RBH |
| ----------------------------------------------------- | --------------------------- | --------------------------- |
| Num                                                   | Coureur                     | Pos                         |
| 141                                                   | Maxim Van Gils (BEL)        | 19e                         |
| 142                                                   | Roger Adrià (ESP)           | 24e                         |
| 143                                                   | Filip Maciejuk (POL)        | 159e                        |
| 144                                                   | Gianni Moscon (ITA)         | 99e                         |
| 145                                                   | Ryan Mullen (IRL)           | 156e                        |
| 146                                                   | Laurence Pithie (NZL)       | 48e                         |
| 147                                                   | Danny van Poppel (NED)      | 141e                        |
| Directeur sportif : Bernhard Eisel, Enrico Gasparotto |                             |                             |

| Team Solution Tech-Vini Fantini TFT | Team Solution Tech-Vini Fantini TFT | Team Solution Tech-Vini Fantini TFT |
| ----------------------------------- | ----------------------------------- | ----------------------------------- |
| Num                                 | Coureur                             | Pos                                 |
| 151                                 | Kristian Sbaragli (ITA)             | 138e                                |
| 152                                 | Felix James Meo (NZL)               | 168e                                |
| 153                                 | Roberto González (PAN)              | 102e                                |
| 154                                 | Tommaso Nencini (ITA)               | AB                                  |
| 155                                 | Dušan Rajović (SRB)                 | 61e                                 |
| 156                                 | Mark Stewart (GBR)                  | 152e                                |
| 157                                 | Kyrylo Tsarenko (UKR)               | 79e                                 |
| Directeur sportif : Serge Parsani   |                                     |                                     |

| Soudal Quick-Step SOQ                                | Soudal Quick-Step SOQ       | Soudal Quick-Step SOQ |
| ---------------------------------------------------- | --------------------------- | --------------------- |
| Num                                                  | Coureur                     | Pos                   |
| 161                                                  | Maximilian Schachmann (GER) | 33e                   |
| 162                                                  | Ayco Bastiaens (BEL)        | 147e                  |
| 163                                                  | Mattia Cattaneo (ITA)       | 88e                   |
| 164                                                  | Josef Černý (CZE)           | 129e                  |
| 165                                                  | Casper Pedersen (DEN)       | 26e                   |
| 166                                                  | Pepijn Reinderink (NED)     | 107e                  |
| 167                                                  | Martin Svrček (SVK)         | AB                    |
| Directeur sportif : Davide Bramati, Wilfried Peeters |                             |                       |

| Team Jayco AlUla JAY                            | Team Jayco AlUla JAY       | Team Jayco AlUla JAY |
| ----------------------------------------------- | -------------------------- | -------------------- |
| Num                                             | Coureur                    | Pos                  |
| 171                                             | Michael Matthews (AUS)     | 4e                   |
| 172                                             | Davide De Pretto (ITA)     | 74e                  |
| 173                                             | Felix Engelhardt (GER)     | 153e                 |
| 174                                             | Patrick Gamper (AUT)       | 155e                 |
| 175                                             | Mauro Schmid (SUI) (route) | 32e                  |
| 176                                             | Jasha Sütterlin (GER)      | 115e                 |
| 177                                             | Filippo Zana (ITA)         | 49e                  |
| Directeur sportif : Mathew Hayman, Valerio Piva |                            |                      |

| Team Picnic-PostNL TPP              | Team Picnic-PostNL TPP | Team Picnic-PostNL TPP |
| ----------------------------------- | ---------------------- | ---------------------- |
| Num                                 | Coureur                | Pos                    |
| 181                                 | John Degenkolb (GER)   | 64e                    |
| 182                                 | Warren Barguil (FRA)   | 84e                    |
| 183                                 | Romain Combaud (FRA)   | 131e                   |
| 184                                 | Sean Flynn (GBR)       | 93e                    |
| 185                                 | Chris Hamilton (AUS)   | 91e                    |
| 186                                 | Bjoern Koerdt (GBR)    | 90e                    |
| 187                                 | Kevin Vermaerke (USA)  | 76e                    |
| Directeur sportif : Matthew Winston |                        |                        |

| Team Visma \| Lease a Bike TVL                   | Team Visma \| Lease a Bike TVL | Team Visma \| Lease a Bike TVL |
| ------------------------------------------------ | ------------------------------ | ------------------------------ |
| Num                                              | Coureur                        | Pos                            |
| 191                                              | Olav Kooij (NED)               | 8e                             |
| 192                                              | Victor Campenaerts (BEL)       | 87e                            |
| 193                                              | Daniel McLay (GBR)             | 146e                           |
| 194                                              | Ben Tulett (GBR)               | 16e                            |
| 195                                              | Attila Valter (HUN) (route)    | 35e                            |
| 196                                              | Tosh Van der Sande (BEL)       | 145e                           |
| 197                                              | Axel Zingle (FRA)              | 109e                           |
| Directeur sportif : Addy Engels, Maarten Wynants |                                |                                |

| Tudor Pro Cycling Team TUD                        | Tudor Pro Cycling Team TUD  | Tudor Pro Cycling Team TUD |
| ------------------------------------------------- | --------------------------- | -------------------------- |
| Num                                               | Coureur                     | Pos                        |
| 201                                               | Julian Alaphilippe (FRA)    | 42e                        |
| 202                                               | Marco Brenner (GER) (route) | 127e                       |
| 203                                               | Marco Haller (AUT)          | 72e                        |
| 204                                               | Alexander Krieger (GER)     | 165e                       |
| 205                                               | Fabian Lienhard (SUI)       | 133e                       |
| 206                                               | Rick Pluimers (NED)         | 36e                        |
| 207                                               | Matteo Trentin (ITA)        | 9e                         |
| Directeur sportif : Matteo Tosatto, Claudio Cozzi |                             |                            |

| UAE Team Emirates XRG UAD                          | UAE Team Emirates XRG UAD      | UAE Team Emirates XRG UAD |
| -------------------------------------------------- | ------------------------------ | ------------------------- |
| Num                                                | Coureur                        | Pos                       |
| 211                                                | Tadej Pogačar (SLO) (route)    | 3e                        |
| 212                                                | Isaac Del Toro (MEX)           | 13e                       |
| 213                                                | Vegard Stake Laengen (NOR)     | 169e                      |
| 214                                                | Jhonatan Narváez (ECU) (route) | 85e                       |
| 215                                                | Domen Novak (SLO) (route)      | AB                        |
| 216                                                | Nils Politt (GER)              | 134e                      |
| 217                                                | Tim Wellens (BEL)              | 106e                      |
| Directeur sportif : Andrej Hauptman, Marco Marzano |                                |                           |

| Uno-X Mobility UXM                | Uno-X Mobility UXM             | Uno-X Mobility UXM |
| --------------------------------- | ------------------------------ | ------------------ |
| Num                               | Coureur                        | Pos                |
| 221                               | Magnus Cort Nielsen (DEN)      | 6e                 |
| 222                               | Jonas Abrahamsen (NOR)         | 135e               |
| 223                               | Fredrik Dversnes (NOR)         | 56e                |
| 224                               | Markus Hoelgaard (NOR) (route) | 59e                |
| 225                               | Anders Johannessen (NOR)       | 117e               |
| 226                               | Tobias Johannessen (NOR)       | 39e                |
| 227                               | Anders Skaarseth (NOR)         | 122e               |
| Directeur sportif : Gabriel Rasch |                                |                    |

| VF Group-Bardiani CSF-Faizanè VBF                        | VF Group-Bardiani CSF-Faizanè VBF | VF Group-Bardiani CSF-Faizanè VBF |
| -------------------------------------------------------- | --------------------------------- | --------------------------------- |
| Num                                                      | Coureur                           | Pos                               |
| 231                                                      | Filippo Fiorelli (ITA)            | 69e                               |
| 232                                                      | Martin Marcellusi (ITA)           | 124e                              |
| 233                                                      | Alessio Martinelli (ITA)          | 113e                              |
| 234                                                      | Luca Paletti (ITA)                | 111e                              |
| 235                                                      | Vicente Rojas (CHI)               | 77e                               |
| 236                                                      | Manuele Tarozzi (ITA)             | 101e                              |
| 237                                                      | Filippo Turconi (ITA)             | 161e                              |
| Directeur sportif : Alessandro Donati, Roberto Reverberi |                                   |                                   |

| XDS Astana Team XAT                                 | XDS Astana Team XAT           | XDS Astana Team XAT |
| --------------------------------------------------- | ----------------------------- | ------------------- |
| Num                                                 | Coureur                       | Pos                 |
| 241                                                 | Alberto Bettiol (ITA) (route) | 57e                 |
| 242                                                 | Davide Ballerini (ITA)        | 55e                 |
| 243                                                 | Yevgeniy Fedorov (KAZ)        | 68e                 |
| 244                                                 | Mike Teunissen (NED)          | 11e                 |
| 245                                                 | Diego Ulissi (ITA)            | 67e                 |
| 246                                                 | Simone Velasco (ITA)          | 22e                 |
| 247                                                 | Nicolas Vinokourov (KAZ)      | 143e                |
| Directeur sportif : Alexandr Shefer, Stefano Zanini |                               |                     |